# Українська думка (Миколаїв)
«Українська думка» ─ газета, що видавалася в м. Миколаєві в період німецької окупації міста з 29 вересня 1941 р. по 8 березня 1944 р., була органом німецької окупаційної адміністрації.

## Історія
Окупаційна адміністрація випускала в Миколаєві дві газети: «Українська думка» — орган міської управи і «Нова думка» (рос. «Новая мысль») — тижневик, що видавався російською мовою. «Українська думка» виходила українською мовою двічі на тиждень, річна передплата коштувала для читача 50 карбованців, або 5 окупаційних райхсмарок. Редакція газети перебувала за адресою: Нікольська, 47.

## Співробітники
Відповідальним редактором спочатку був колишній голова районної споживкооперації Василь Баранецький, наприкінці 1941 року його змінив Григорій Кокот — шкільний вчитель з етнічних німців (фольксдойче), з 1943 — Петро Гребінський.
З грудня 1941 по листопад 1943 з газетою активно співпрацював Орест Васильович Горобець (писав під псевдонімами Тарас Окунь та Григорій Карась). Майже два роки Горобець виконував обов'язки: репортера, редактора, відповідального секретаря, коректора. У тиждень журналіст видавав по сім-вісім шпальт різних статей, блоків військових новин і кримінальної хроніки. Писав антисемітські матеріали з української історії та редакторські передовиці. Його статті з «Української думки» передруковували берлінські газети та інші окупаційні видання України та Сербії. У 1950 р., Горобця, який мешкав у Румунії під чужим паспортом, румунська влада репатрувала з країни і передала до рук НКВС. У січні 1951 року військовий трибунал засудив журналіста до розстрілу. Вирок приведений у виконання в Мінську, про що свідчать архівні документи, розсекречені нещодавно.

## Рубрики
На першій шпальті — передова редакторська стаття, передрук інформації з «Die Deutsche Wochenschau» і заклики до населення боротися з більшовизмом в союзі з Німеччиною.
На другій — накази, розпорядження німецької військової адміністрації і бургомістра, фронтова хроніка.
На третій — листи, розповіді очевидців про погане життя в СРСР і наскрізна рубрика «Життя по той бік фронту. Як живуть російські робітники в Німеччині». Тут же розміщувалися авторські статті, що викривали єврейську змову і злочини жидо-більшовизму.
Четверту шпальту було відведено під фейлетони, анонси театральних спектаклів і кінофільмів, оголошення приватних осіб про пошуки зниклих родичів.